# Julius Florus
(Caius) Julius Florus, en latin Iulius Florus, est un aristocrate trévire, mort en 21. Il a activement participé à la révolte de Sacrovir menée par le chef éduen Julius Sacrovir en 21. Il s'est notamment distingué par son rôle diplomatique auprès d'autres cités gauloises et sa propagande pour encourager à la rébellion. Battu près des Ardennes par des légions venues de Germanie, il se suicide pour ne pas être fait prisonnier.

## Biographie
Julius Florus appartient à une famille gauloise, de la nation des Trévires, de rang noble. Il bénéficie de la citoyenneté romaine, ses ancêtres s'étant vu concéder cet honneur pour services rendus à l'État romain.
En 21, alors que Tibère est empereur, Julius Florus organise avec l'aide de Julius Sacrovir, un aristocrate éduen, une révolte contre les Romains. Celle-ci est suivie par une grande partie des peuples gaulois en raison des lourdes taxes que la population est obligée de payer aux gouverneurs romains. Julius Florus est en première ligne pour inciter les peuples voisins et les Gaulois à la révolte. Il entreprend notamment des missions diplomatiques auprès des belges et tente également de pousser à la défection les Gaulois enrôlés dans les troupes auxiliaires des légions romainess. Il est toutefois battu par Julius Indus, lieutenant de Gaius Silius, dans un affrontement entre les deux armées vers la silva Arduenna. Vaincu, Julius Florus se donne la mort afin de ne pas être fait prisonnier. Cet évènement provoque le retrait des Trévires de la rébellion.

### Sources
- (it) Cet article est partiellement ou en totalité issu de l’article de Wikipédia en italien intitulé « Giulio Floro » (voir la liste des auteurs).